# El Jardín de Clarilú
El Jardín de Clarilú es una serie de televisión infantil argentina fue producida por Metrovision Producciones S.A. y transmitida por Disney Junior Latinoamérica, se estrenó el 1 de abril de 2011 y finalizó el 20 de marzo de 2015. La serie fue la primera producción original de Disney Junior Latinoamérica.
La serie estuvo disponible en la plataforma de transmisión de Disney+, el 8 de enero de 2021, solo las dos temporadas.

## Sinopsis
La serie muestra a una niña llamada Clarilú (Agustina Cabo) que resuelve varios misterios que suceden en su jardín, junto con su mejor amigo Lápiz, un perro.
La serie sigue una Fórmula estricta, donde Clarilú recibe una misteriosa carta al comienzo del episodio, que la alienta a encontrar un objeto perdido y averiguar quién envió la carta.

### Argumento
En su gira, Clarilú y Lápiz reciben ayuda de sus amigos: un cartero aviador y su libélula gigante, un grupo de coloridas mariposas, una araña sabia, patos de estanque y una bandada de músicos que viajan en la concha de un caracol gigante y colorido.
Durante este recorrido, se invita a los espectadores a interactuar con la historia participando en la búsqueda del personaje misterioso, alentando la implantación del pensamiento analítico-sintético que se pone en práctica antes de cualquier situación de resolución de problemas.  Las claves presentadas estimulan el aprendizaje de letras y palabras de canciones, rimas y juegos educativos.
El jardín de Clarilú estimula las habilidades de lectura previa y lectura inicial.  La dinámica de la historia, el escenario y los personajes originales favorecen el aprendizaje implícito, ya que, mientras la atención del niño se enfoca en la historia, él hace contacto e incorpora conceptos de lectura y escritura de una manera dinámica y divertida.
El Clarilú jardín alienta a los pequeños espectadores a mostrar sus habilidades para resolver problemas lógicos y los acompaña en el aprendizaje inicial de la lectura escrita, agregando herramientas valiosas para el desarrollo escolar futuro de ellos.

## Reparto y personajes
- Agustina Cabo como Clarilú.
- Thomas Lepera como Pipo.
- Leandro Zanardi como A.
- Andrés Espinel como B.
- Sophie Oliver como C.

Voces
- Javier Cancino como Lápiz.
- Carmen Sarahí como Loli.
- Carolina Ayala como Irina.
- Moisés Palacios como Cuac.
- Luis Daniel Ramírez como Duvet.
- Alma Delia Pérez como Griselda.
- Arturo Valdemar y Analiz Sánchez como Arcoiris.
- Juan Carlos Tinoco como Roco.

## Banda sonora
El Jardín de Clarilú es la banda sonora de la serie de televisión infantil del mismo nombre.
El álbum fue lanzado en Argentina el 2 de agosto de 2011 por el sello Walt Disney Records.
Lista de canciones
| El Jardín de Clarilú - CD |                            |                                                                                  |          |  |
| N.º                       | Título                     | Música                                                                           | Duración |  |
| 1.                        | «AEIOU» (Tema de apertura) | Agustina Cabo, Leandro Zanardi, Andrés Espinel y Sophie Oliver                   | 02:00    |  |
| 2.                        | «A Cuidar»                 | Agustina Cabo                                                                    | 01:00    |  |
| 3.                        | «¡Yo soy Pipo!»            | Thomas Lepera, Leandro Zanardi, Andrés Espinel y Sophie Oliver                   | 02:45    |  |
| 4.                        | «Queiro una ensalada»      | Leandro Zanardi, Andrés Espinel, Sophie Oliver, Alma Delia Pérez y Agustina Cabo | 02:30    |  |
| 5.                        | «Racconto»                 | Leandro Zanardi, Andrés Espinel y Sophie Oliver                                  | 01:06    |  |
| 6.                        | «Fruti Fruti frutas»       | Leandro Zanardi, Andrés Espinel, Sophie Oliver y Juan Carlos Tinoco              | 02:25    |  |
| 7.                        | «Primavera en el Jardín»   | Agustina Cabo, Leandro Zanardi, Andrés Espinel y Sophie Oliver                   | 02:15    |  |
| 8.                        | «Colores y más Colores»    | Agustina Cabo, Leandro Zanardi, Andrés Espinel, Sophie Oliver y Alma Delia Pérez | 02:08    |  |
| 9.                        | «A contar cantando»        | Agustina Cabo, Thomas Lepera, Leandro Zanardi, Andrés Espinel y Sophie Oliver    | 03:00    |  |
| 10.                       | «¿Quién será?»             | Agustina Cabo                                                                    | 00:22    |  |
| 11.                       | «Canción de Griselda»      | Alma Delia Pérez                                                                 | 00:54    |  |
| 12.                       | «Muy Feliz»                | Thomas Lepera, Leandro Zanardi, Andrés Espinel, Sophie Oliver y Carmen Sarahi    | 01:35    |  |
| 13.                       | «Cometas»                  | Leandro Zanardi, Andrés Espinel y Sophie Oliver                                  | 01:23    |  |
| 14.                       | «Los triángulos suenan»    | Leandro Zanardi, Andrés Espinel y Sophie Oliver                                  | 02:25    |  |
| 15.                       | «Jugando a la escondida»   | Leandro Zanardi, Andrés Espinel y Sophie Oliver                                  | 02:00    |  |

El Jardín de Clarilú 2
El Jardín de Clarilú 2 es la segunda banda sonora de la serie de televisión infantil del mismo nombre, lanzada el 27 de noviembre de 2012 en formato CD.
Lista de canciones
| El Jardín de Clarilú 2 - CD |                           | |          |  |
| N.º                         | Título                    | Música | Duración |  |
| 1.                          | «Canción de los Amigos»   | Carolina Ayala, Moisés Palacios, Leonardo Zanardi, Andrés Espinel, Sophie Oliver, Thomas Lepera, Juan Carlos Tinoco, Luis Daniel Ramirez y Agustina Cabo | 02:22    |  |
| 2.                          | «Plop, una Burbuja»       | Leandro Zanardi, Andrés Espinel, Sophie Oliver y Agustina Cabo                                                                                           | 03:03    |  |
| 3.                          | «Cachatta Cha Cha»        | Leandro Zanardi, Andrés Espinel y Agustina Cabo | 02:05    |  |
| 4.                          | «Somos los ABC»           | Leandro Zanardi, Andrés Espinel y Sophie Oliver | 03:11    |  |
| 5.                          | «Me Gusta Viajar»         | Leandro Zanardi, Andrés Espinel, Sophie Oliver, Carolina Ayala, Moisés Palacios y Luis Daniel Ramirez                                                    | 02:59    |  |
| 6.                          | «Todo es Diversión»       | Leandro Zanardi, Andres Espinel, Sophie Oliver y Agustina Cabo                                                                                           | 01:57    |  |
| 7.                          | «Al Tobogán»              | Agustina Cabo, Leandro Zanardi, Andrés Espinel y Sophie Oliver                                                                                           | 02:33    |  |
| 8.                          | «A Mover el Cuerpo»       | Leandro Zanardi, Andrés Espinel, Sophie Oliver y Thomas Lepera                                                                                           | 02:14    |  |
| 9.                          | «Perder o Ganar»          | Moisés Palacios, Leandro Zanardi, Andrés Espinel, Sophie Oliver y Luis Daniel Ramirez                                                                    | 02:08    |  |
| 10.                         | «Uy, Qué Me Pongo»        | Leandro Zanardi, Andrés Espinel y Sophie Oliver | 02:05    |  |
| 11.                         | «Pensar Pensar»           | Leandro Zanardi, Andrés Espinel, Sophie Oliver y Agustina Cabo                                                                                           | 02:54    |  |
| 12.                         | «Oh, Cuánto Amor»         | Leandro Zanardi, Andrés Espinel, Sophie Oliver, Thomas Lepera y Luis Daniel Ramirez                                                                      | 02:31    |  |
| 13.                         | «Murciélago Despertador»  | Leandro Zanardi, Andrés Espinel, Sophie Oliver y Agustina Cabo                                                                                           | 02:28    |  |
| 14.                         | «Para Dormir, Para Soñar» | Leandro Zanardi, Andrés Espinel, Sophie Oliver y Agustina Cabo                                                                                           | 02:15    |  |